# Paul Antoine Agar de Cavaillon
Paul Antoine Agar de Cavaillon (1576-1631) est un écrivain de langue d'oc.
Fils de Palamède Agar, descendant d'une noble famille militaire du Comtat Venaissin et gouverneur de la ville de Cavaillon, Paul Antoine Agar de Cavaillon nait dans cette même ville le 26 août 1576. Il meurt en 1631 de la peste qui touche alors la ville et dont lui-même avait chanté tristement les malheurs.
Ses poèmes écrits dans un provençal qui intègrent parfois au cœur de l'occitan quelques mots de vocabulaire français, ont été appréciés pour leur vigueur et leur légèreté. Ces pièces les plus citées sont La belou païsanno mignardou, Lou rasteloun, et Lou capitani Fanferlu qui ont été imprimées, une sorte de couronnement en France à l'époque baroque pour un auteur d'œuvres non francophones. Nous possédons encore de lui quelques autres compositions manuscrites.